# 崩壊:スターレイル
『崩壊：スターレイル』（ほうかい:スターレイル、中国語: 崩坏: 星穹铁道、英語: Honkai: Star Rail）は、miHoYoによって開発・運営される基本プレイ無料コンピュータRPG。miHoYoが展開する『崩壊』シリーズの一作であり、プレイヤーは銀河を旅する開拓者となって様々な星を巡る。2023年4月26日にiOS、Android、Microsoft Windowsでの配信が開始され、2023年10月11日にはPlayStation 5での配信が開始し、PS5パッケージ版『崩壊：スターレイル 開拓者エディション』が2025年1月31日に発売された。

## ゲームシステム
プレイヤーは、最大で4名のキャラクターから1つのチームを編成して操作する。キャラクターはそれぞれ異なる属性と「運命」と呼ばれる役職を持つ。「属性」には虚数・量子・雷・炎・風・氷・物理の7つが存在し、「運命」にはバランス型の「壊滅」、単体攻撃の「巡狩」、複数攻撃の「知恵」、強化の「調和」、敵弱体化の「虚無」、回復の「豊穣」、守りの「存護」が存在する。2025年1月15日のアップデートにて「記憶の精霊」を召喚して戦う「記憶」が実装された。
プレイヤーは3Dのフィールドを自由に移動することができる。フィールド内は敵が存在し、これを攻撃することで戦闘が始まる。本作の戦闘はターン制であり、プレイヤーは各キャラクターの行動時にコマンドを選択する。敵にはそれぞれ弱点の属性が設けられており、その属性で攻撃することで「靭性」と呼ばれる弱点ゲージを破壊することが出来る。
本作のメインストーリーは「開拓クエスト」と呼ばれ、このほか、各キャラクターの背景に焦点を当てた「同行クエスト」や、サイドクエストにあたる「冒険クエスト」が設けられている。
本作には「忘却の庭」と「模擬宇宙」と呼ばれる戦闘イベントが常設されている。「忘却の庭」ではプレイヤーは定められたターン数以内に敵を倒すことを目的とする。「模擬宇宙」はローグライクに似たシステムが取られており、プレイヤーは複数のステージを攻略し「祝福」と呼ばれるボーナスを得ながらボスを倒すことを目的とする。

## ストーリー
主人公である開拓者は、宇宙ステーションで長い眠りについていた。ある日、宇宙ステーションが「反物質レギオン」と呼ばれる勢力に襲撃される。そのさなか、開拓者は星核ハンターである「カフカ」らによって目を覚まされ「星核」と呼ばれる力を体内に埋め込まれる。星穹列車と呼ばれる宇宙を旅する列車の一員である「三月なのか」と「丹恒」によって救出された開拓者は、星核を調査するため、星穹列車の一員となって銀河を旅する。

## 登場キャラクター

### 星穹列車
星穿列車は開拓の星神「アキヴィリ」が乗って星海を開拓していた列車。アキヴィリが死亡したあと、姫子が列車を修復し、開拓者「ナナシビト」として星海を開拓する。
| 名前           | 属性            | 運命                | 声                            | 人物 |
| -------------- | --------------- | ------------------- | ----------------------------- | --- |
| 星 穹          | 物理 炎 虚数 氷 | 壊滅 存護 調和 記憶 | 石川由依（星） 榎木淳弥（穹） | 本作の主人公である開拓者。体内に星核を埋め込まれており、星神と交信する力を持つ。                              |
| 三月なのか     | 氷 虚数         | 存護 巡狩           | 小倉唯                        | 星穹列車の一員。一人称は「ウチ」。自分についての記憶をすべて失っている。                                      |
| 丹恒           | 風              | 巡狩                | 伊東健人                      | 星穹列車の一員。凛とした無口な青年。                                                                          |
| ヴェルト・ヨウ | 虚数            | 虚無                | 細谷佳正                      | ネゲントロピーの元盟主。彼の正体は前作『崩壊3rd』の登場人物である。                                           |
| 姫子           | 炎              | 知恵                | 田中理恵                      | 星穹列車のナビゲーター。チャレンジ精神に溢れた科学者。前作『崩壊3rd』の無量塔姫子と異なり、並行同位体である。 |

### 星核ハンター
宇宙を渡り、星を滅ぼせる危険物である「星核」を集めている謎の組織。全員がスターピースカンパニーから多額の懸賞金をかけられている。
| 名前   | 属性 | 運命 | 声                                  | 人物                                                                                                |
| ------ | ---- | ---- | ----------------------------------- | --------------------------------------------------------------------------------------------------- |
| カフカ | 雷   | 虚無 | 伊藤静                              | 星核ハンターのメンバーかつ殺し屋。前作『崩壊3rd』に登場するカフカと同じ名前だが、並行同位体である。 |
| 銀狼   | 量子 | 虚無 | 阿澄佳奈                            | 星核ハンターの一員であるスーパーハッカ―。ブローニャ（ハッカーバニー）の並行同位体。                 |
| 刃     | 風   | 壊滅 | 三木眞一郎                          | 己の身を顧みない剣客。                                                                              |
| ホタル | 炎   | 壊滅 | 楠木ともり（ホタル） 笠間淳（サム） | 機械の装甲「サム」を身にまとった少女。                                                              |

### 宇宙ステーション「ヘルタ」
宇宙ステーション「ヘルタ」はヘルタの宇宙ステーション。
| 名前           | 属性 | 運命 | 声         | 人物                                               |
| -------------- | ---- | ---- | ---------- | -------------------------------------------------- |
| ヘルタ         | 氷   | 知恵 | 山崎はるか | 「ヘルタ」の主人が操作する人形。複数の個体がいる。 |
| マダム・ヘルタ | 氷   | 知恵 | 山崎はるか | 「ヘルタ」の主人。                                 |
| アスター       | 炎   | 調和 | 赤﨑千夏   | 「ヘルタ」の名目上の所長を務める少女。             |
| アーラン       | 雷   | 壊滅 | 白石涼子   | 「ヘルタ」の防衛課責任者である少年。               |
| ルアン・メェイ | 氷   | 調和 | 大西沙織   | 生命科学の専門家。                                 |

### ベロブルグ
ベロブルグは常に雪で覆われた星「ヤリーロ-VI」における人類最後の砦の都市。
| 名前       | 属性 | 運命 | 声                                            | 人物                                                                                                |
| ---------- | ---- | ---- | --------------------------------------------- | --------------------------------------------------------------------------------------------------- |
| クラーラ   | 物理 | 壊滅 | 日高里菜（クラーラ） 安元洋貴（スヴァローグ） | ロボットに育てられた少女。                                                                          |
| サンポ     | 風   | 虚無 | 平川大輔                                      | 口が達者な商人。                                                                                    |
| ジェパード | 氷   | 存護 | 古川慎                                        | シルバーメインの戍衛官。ランドゥー家の一員。                                                        |
| セーバル   | 雷   | 知恵 | 愛美                                          | カラクリ工房を経営する機械工かつロックミュージシャン。ランドゥー家の長女。                          |
| ゼーレ     | 量子 | 巡狩 | 中原麻衣                                      | 「地炎」のメンバーである少女。ゼーレ・フェレライの並行同位体で、性格は黒ゼーレと似ている。          |
| ナターシャ | 物理 | 豊穣 | 内山夕実                                      | 下層部にいる数少ない医者。前作『崩壊3rd』に登場するナターシャ・キオラ（ワタリガラス）の並行同位体。 |
| フック     | 炎   | 壊滅 | 徳井青空                                      | 冒険集団「モグラ党」のボス。                                                                        |
| ブローニャ | 風   | 調和 | 阿澄佳奈                                      | シルバーメインのリーダー。ブローニャ・ザイチクの並行同位体。                                        |
| ペラ       | 氷   | 虚無 | 諸星すみれ                                    | シルバーメインの情報官。                                                                            |
| リンクス   | 量子 | 豊穣 | 照井春佳                                      | ベロブルグ随一の極地探検家。ランドゥー家の末っ子。                                                  |
| ルカ       | 物理 | 虚無 | 梶原岳人                                      | 「地炎」のメンバーである義手の格闘家。                                                              |

### 仙舟同盟
仙舟「羅浮」「朱明」「曜青」はいずれも大型の宇宙船。
| 名前         | 属性 | 運命 | 声                                      | 人物                                                                                      |
| ------------ | ---- | ---- | --------------------------------------- | ----------------------------------------------------------------------------------------- |
| 雲璃         | 物理 | 壊滅 | 若山詩音                                | 仙舟「朱明」の天才猟剣士。彦卿のライバルである少女。                                      |
| 寒鴉         | 物理 | 調和 | 鈴代紗弓                                | 仙舟「羅浮」十王司の判官の1人。雪衣の妹。                                                 |
| 御空         | 虚数 | 調和 | 冬馬由美                                | 仙舟「羅浮」天舶司の主司。                                                                |
| 景元         | 雷   | 知恵 | 小野大輔                                | 仙舟「羅浮」の将軍。                                                                      |
| 桂乃芬       | 炎   | 虚無 | 直田姫奈                                | 情熱的な大道芸人。桂乃芬は友人の素裳がつけた仙舟における名前で、本名は「グィネヴィア」。  |
| 鏡流         | 氷   | 壊滅 | 桑島法子                                | 伝説の「雲上の五騎士」の1人。「無罅の飛光」と呼ばれている。                               |
| 彦卿         | 氷   | 巡狩 | 井上麻里奈                              | 仙舟「羅浮」で最強の剣士。前作『崩壊3rd』に登場した馬彦卿の並行同位体。                   |
| 椒丘         | 炎   | 虚無 | 豊永利行                                | 仙舟「曜青」の狐族。飛霄将軍を治療する医士。                                              |
| 素裳         | 物理 | 巡狩 | 福圓美里                                | 雲騎軍の新人。前作『崩壊3rd』に登場する李素裳の並行同位体。                               |
| 青雀         | 量子 | 知恵 | 伊達朱里紗                              | 太卜司に所属する卜者。                                                                    |
| 雪衣         | 量子 | 壊滅 | 河瀬茉希                                | 仙舟「羅浮」十王司の判官の1人。寒鴉の姉であり、機械の身体を持つ。                         |
| 丹恒・飲月   | 虚数 | 壊滅 | 伊東健人                                | 丹恒の持明族としての真の姿。                                                              |
| 停雲         | 雷   | 調和 | 高田憂希                                | 天舶司商団「鳴火」の首席代表。                                                            |
| 帰忘の流離人 | 炎   | 虚無 | 高田憂希                                | 停雲の真の姿。                                                                            |
| 白露         | 雷   | 豊穣 | 加藤英美里                              | 持明族の「啣薬の竜女」であり、腕利きの名医。                                              |
| フォフォ     | 風   | 豊穣 | 長縄まりあ（フォフォ） 平林剛（シッポ） | 不憫でか弱い狐族の少女。仙舟「羅浮」十王司の見習い判官。                                  |
| 飛霄         | 風   | 巡狩 | 小松未可子                              | 仙舟「曜青」の将軍。                                                                      |
| 符玄         | 量子 | 存護 | 伊藤美来                                | 仙舟「羅浮」太卜司の長。                                                                  |
| モゼ         | 雷   | 巡狩 | 坂田将吾                                | 仙舟「曜青」の影護衛。情報工作を担っており、あらゆる暗殺術に精通している。                |
| 羅刹         | 虚数 | 豊穣 | 石田彰                                  | 天外から訪れた行商人。大きな棺を背負っている。オットー・アポカリプスの並行同位体。        |
| 霊砂         | 炎   | 豊穣 | 前田佳織里                              | 新しく仙舟「羅浮」丹鼎司の司鼎に就任した医士。前作『崩壊3rd』に登場した女力の並行同位体。 |

### ピノコニー
アスデナ星系にそびえ立つ巨大な建築物。「ホテル・レバリー」がランドマーク。
| 名前           | 属性 | 運命 | 声                         | 人物                                                         |
| -------------- | ---- | ---- | -------------------------- | ------------------------------------------------------------ |
| ロビン         | 物理 | 調和 | 名塚佳織（声） Chevy（歌） | 銀河に名を馳せる歌手。                                       |
| ギャラガー     | 炎   | 豊穣 | 三上哲                     | ピノコニーのハウンド家の保安官。                             |
| サンデー       | 虚数 | 調和 | 大塚剛央                   | ピノコニーを運営する「ファミリー」の一員であり、ロビンの兄。 |
| 花火           | 量子 | 調和 | 上田麗奈                   | 「仮面の愚者」の1人。                                        |
| ブラックスワン | 風   | 虚無 | 生天目仁美                 | 「ガーデン・オブ・リコレクション」のメモキーパー。           |
| ミーシャ       | 氷   | 壊滅 | 松井恵理子                 | 「ホテル・レバリー」のドアボーイ。                           |

### オンパロス
宇宙の奥深くに隠された未知の星域。
| 名前         | 属性 | 運命 | 声         | 人物                                                                                       |
| ------------ | ---- | ---- | ---------- | ------------------------------------------------------------------------------------------ |
| アグライア   | 雷   | 記憶 | 遠藤綾     | 「浪漫」の火種を背負う黄金裔。「火を追う旅」の指導者。盲目だが、感覚に優れている。         |
| トリビー     | 量子 | 調和 | 遠野ひかる | 「門と道」の火種を奪った黄金裔。聖女トリスビアスの千人に分かれた分身のうちの一人。         |
| モーディス   | 虚数 | 壊滅 | 阿座上洋平 | 「紛争」の火種を追う黄金裔であり不死身。本名はメデイモス。都市「クレムノス」の王位継承者。 |
| キャストリス | 量子 | 記憶 | 斎藤千和   | 「死」の火種を探し求める黄金裔。触れたものの命を奪う両手を持つ。                           |
| アナイクス   | 風   | 知恵 | 内田雄馬   | 「理性」の火種を問いただす黄金裔。本名はアナクサゴラス。学府「神悟の樹庭」の教授。         |
| サフェル     | 量子 | 虚無 | 伊藤彩沙   | 「詭術」の火種を弄ぶ黄金裔。本名はセファリア。盗賊。                                       |
| ヒアンシー   | 風   | 記憶 | 羊宮妃那   | 「天空」の火種を見守る黄金裔。本名はヒアシンシア。医療機関「昏光の庭」の首席医師。         |
| ファイノン   | 物理 | 壊滅 | 日野聡     | 「背負い」の火種を宿す黄金裔。本名はカスライナ。ケビン・カスラナの並行同位体。             |
| ケリュドラ   | 風   | 調和 | 高尾奏音   | 「法」の火種を掌握する黄金裔。君主であり、「炎冠」や「カイザー」などの異名がある。         |
| セイレンス   | 物理 | 虚無 | 石見舞菜香 | 「海洋」の火種を清める黄金裔。本名はへレクトラ。セイレーンの一族出身。                     |

### スターピースカンパニー
惑星ピアポイントに本部を構えている、宇宙規模の大企業。
| 名前           | 属性 | 運命 | 声       | 人物                                                                                 |
| -------------- | ---- | ---- | -------- | ------------------------------------------------------------------------------------ |
| アベンチュリン | 虚数 | 存護 | 河西健吾 | スターピースカンパニー「戦略投資部」の高級幹部。                                     |
| トパーズ&カブ  | 炎   | 巡狩 | 南條愛乃 | スターピースカンパニー「戦略投資部」の高級幹部。カブは次元プーマンでトパーズの相棒。 |
| ジェイド       | 量子 | 知恵 | 三石琴乃 | スターピースカンパニー「戦略投資部」の高級幹部。                                     |

### 巡海レンジャー
星々を訪れ、現地の人たちのために正義を守る義侠集団。
| 名前       | 属性 | 運命 | 声         | 人物                                                                                               |
| ---------- | ---- | ---- | ---------- | -------------------------------------------------------------------------------------------------- |
| ブートヒル | 物理 | 巡狩 | 小西克幸   | 宇宙を放浪するサイボーグカウボーイ。                                                               |
| 黄泉       | 雷   | 虚無 | 沢城みゆき | 「巡海レンジャー」を自称する旅人。本名は「雷電忘川守芽衣」であり、スターシステムによる並行同位体。 |
| 乱破       | 虚数 | 知恵 | 潘めぐみ   | 自称忍者の不思議な少女。「御猿・忍邪」という名の悪党を追っている。                                 |

### 銀河
| 名前           | 属性 | 運命 | 声         | 人物                                 |
| -------------- | ---- | ---- | ---------- | ------------------------------------ |
| アルジェンティ | 物理 | 知恵 | 立花慎之介 | 「純美の騎士団」の古典的な騎士。     |
| Dr.レイシオ    | 虚数 | 巡狩 | 武内駿輔   | 率直的で自意識が高い博識学会の学者。 |

### ゲストキャラクター
| 名前       | 属性 | 運命 | 声         | 出典作品                                    |
| ---------- | ---- | ---- | ---------- | ------------------------------------------- |
| セイバー   | 風   | 壊滅 | 川澄綾子   | 『Fate/stay night [Unlimited Blade Works]』 |
| アーチャー | 量子 | 巡狩 | 諏訪部順一 | 『Fate/stay night [Unlimited Blade Works]』 |

## 開発
これまでmiHoYoは『崩壊3rd』や『原神』といったアクションRPGを中心に開発してきたが、『崩壊：スターレイル』はコマンド・ターン制RPGとして開発された。本作のプロデューサーであるDavid Jiangによると、ユーザーリサーチの結果、コマンド・ターン制RPGの需要が高く、また、『崩壊3rd』の操作が難しくてプレイできないというユーザーの声があったことなどから、戦略性を重視したRPGが世界的に成功する可能性があると判断した。また、『崩壊』シリーズに新しい方向の作品を作るという企画が立ち上がり、2019年に『崩壊：スターレイル』の開発が始まった。
David氏は、一番影響を受けた作品に『ペルソナ5』を挙げている。『崩壊：スターレイル』のチームメンバーの多くは「ペルソナ」シリーズをプレイしており、又、奈須きのこの作品に若い頃からたくさん触れて育っており、『Fate』シリーズとTYPE-MOON作品にも影響を受けている。企画を作り始めた段階で「どんなお話を作ろうか」という議題になった時に具体的な作品像は浮かんでいなかったが「英雄（ヒーロー）の物語にしたい」というイメージだけは脳内にあり、その時に思い浮かべた「英雄像」が、「Fate」シリーズに登場するサーヴァントやキャラクターたちだったと語っている。
開発チームは500人で構成された。シリーズ前作にあたる『崩壊3rd』は地球を舞台としながらも、宇宙という要素が登場し、地球以外の惑星が存在することがストーリーの中で示唆されていた。『崩壊：スターレイル』の開発にあたっては、この宇宙の話を展開することが決まり、列車に乗り様々な惑星を巡るという設定が誕生した。開発にあたっては、まず舞台となる星の世界観やテーマが決められ、そこからキャラクターが作られ、最後にストーリーが制作された。
2021年10月から11月にかけて最初のクローズドベータテストが実施された。このベータテストのユーザーアンケートでは没入感が足りなかったという声が多く、これを受けてNPCやフィールドの再検討が行われた。2022年5月から6月にかけては2度目のクローズドベータテストが実施された。また、2023年2月からはファイナルベータテストが実施された。

## リリース
『崩壊：スターレイル』は2023年4月26日にiOS、Android、Microsoft Windows向けに配信が開始された。また、PlayStation 5でのリリースは事前登録を経て2023年10月11日に開始された。プロデューサーのDavid Jiangによると、少なくとも6年間の運営が想定されている。

## 評価
『崩壊：スターレイル』はMetacriticのレビュアーから「generally favorable」の評価を受けた。2022年に行われたGolden Joystick Awards 2022においては「Most Wanted Game」にノミネートされた。
本作はmiHoYoの前作である『原神』との比較が行われている。AutomatonのTakayuki Sawahataは、本作には育成システムや物語の性質など『原神』と多くの共通項が設けられながらもターン制の戦闘やアクション要素を取り払ったフィールドデザインにしたことで幅広い消費者の需要にこたえられるようになったと評している。
ゲームシステムについて、EurogamerのJessica Orrは、自動戦闘や2倍速機能によってターン制ながら戦闘が楽しいものになっていると評している。また、IGNのJess Reyesは、戦略性がありながらもカジュアルなプレイヤーにとっても楽しめる内容になっていると評している。
世界観について、IGNのJess Reyesは、魅力的であるうえにサイドクエストや対話可能なオブジェクトによってより一層活発になっていると評している。

### 商業的評価
Sensor Towerの調査によると『崩壊：スターレイル』はリリースから10日間で1億米ドルを売り上げた。市場別では中国が44%、日本が22%、アメリカ合衆国が12%を占めた。

## タイアップ
2023年
- ウェンディーズ・ファーストキッチン（10月11日 - 11月8日[30]）

2024年
- マリオンクレープ（1月12日 - 1月28日[31]）
- 豊島園 庭の湯（1月17日 - 2月18日[32]）
- ローソン（4月2日[33] - ）
- 西武鉄道（4月8日 - 5月10日[34]）

## ショートアニメ
2023年5月10日より公式YouTubeチャンネル、公式X（旧Twitter）、公式TikTokにてショートアニメが公開された。

### 各話リスト
| 配信日         | サブタイトル                               |
| -------------- | ------------------------------------------ |
| 2023年 5月10日 | 飛光                                       |
| 8月29日        | 玄黄                                       |
| 2024年 2月8日  | 太平迎新歳                                 |
| 3月19日        | 永劫の輪舞                                 |
| 6月14日        | グラモスの余燼                             |
| 9月6日         | 悠々自適                                   |
| 10月18日       | 銀河忍法帖・乱武破邪斬月之巻               |
| 2025年 1月10日 | マダムヘルタの魔法キッチン                 |
| 3月31日        | 安らかに眠る長夜                           |
| 7月2日         | 聞け！神に祝福されし山頂で開かれた狂宴を！ |